# Подофиллин
Подофиллин (лат. Podophyllinum) — противоопухолевое лекарственное средство.
Смесь природных соединений, получаемая из корневищ многолетнего травянистого растения Podophyllum peltatum L. Willdenow (подофилл щитовидный), семейства барбарисовых (Berberidaceae). В свежем корневище подофиллин отсутствует; он образуется при высушивание и хранении. Представляет собой смесь смолоподобных веществ, выделяемых водой из спиртовой вытяжки корневища и имеет вид аморфного порошка или массы от желто-коричневого до желто-зеленого цвета со специфическим запахом.
Экстракты давно применялись в народной медицине в качестве слабительных, рвотных и противоглистных препаратов. В дальнейшем было установлено, что они обладают цитотоксической (повреждающей клетки) активностью и блокирует митозы на стадии метафазы (препятствует делению клеток), напоминая по действию колхицин. Подавляет пролиферативные (сопровождающиеся увеличением числа клеток) процессы в тканях и тормозят развитие папиллом.
Фармакологическое действие было указано В. О. Подвысоцким и обосновано опытами Р. Магнуса.